# Lijst van nummer 1-hits in de UK Singles Chart in 1968
Deze hits stonden in 1968 op nummer 1 in de UK Singles Chart:
| Datum        | Artiest                                 | Titel                              |
| ------------ | --------------------------------------- | ---------------------------------- |
| 6 januari    | The Beatles                             | Hello, goodbye                     |
| 13 januari   | The Beatles                             | Hello, goodbye                     |
| 20 januari   | Georgie Fame                            | The ballad of Bonnie and Clyde     |
| 27 januari   | Love Affair                             | Everlasting love                   |
| 3 februari   | Love Affair                             | Everlasting love                   |
| 10 februari  | Manfred Mann                            | Mighty Quinn                       |
| 17 februari  | Manfred Mann                            | Mighty Quinn                       |
| 24 februari  | Esther & Abi Ofarim                     | Cinderella Rockefella              |
| 2 maart      | Esther & Abi Ofarim                     | Cinderella Rockefella              |
| 9 maart      | Esther & Abi Ofarim                     | Cinderella Rockefella              |
| 16 maart     | Esther & Abi Ofarim                     | Cinderella Rockefella              |
| 23 maart     | Dave Dee, Dozy, Beaky, Mick & Tich      | The legend of Xanadu               |
| 30 maart     | The Beatles                             | Lady Madonna                       |
| 6 april      | The Beatles                             | Lady Madonna                       |
| 13 april     | Cliff Richard                           | Congratulations                    |
| 20 april     | Cliff Richard                           | Congratulations                    |
| 27 april     | Louis Armstrong Orchestra & Chorus      | What a wonderful world / Cabaret   |
| 4 mei        | Louis Armstrong Orchestra & Chorus      | What a wonderful world / Cabaret   |
| 11 mei       | Louis Armstrong Orchestra & Chorus      | What a wonderful world / Cabaret   |
| 18 mei       | Louis Armstrong Orchestra & Chorus      | What a wonderful world / Cabaret   |
| 25 mei       | Union Gap & Gary Puckett                | Young girl                         |
| 1 juni       | Union Gap & Gary Puckett                | Young girl                         |
| 8 juni       | Union Gap & Gary Puckett                | Young girl                         |
| 15 juni      | Union Gap & Gary Puckett                | Young girl                         |
| 22 juni      | The Rolling Stones                      | Jumpin' Jack Flash                 |
| 29 juni      | The Rolling Stones                      | Jumpin' Jack Flash                 |
| 6 juli       | The Equals                              | Baby, come back                    |
| 13 juli      | The Equals                              | Baby, come back                    |
| 20 juli      | The Equals                              | Baby, come back                    |
| 27 juli      | Des O'Connor                            | I pretend                          |
| 3 augustus   | Tommy James and the Shondells           | Mony Mony                          |
| 10 augustus  | Tommy James and the Shondells           | Mony Mony                          |
| 17 augustus  | The Crazy World of Arthur Brown         | Fire                               |
| 24 augustus  | Tommy James and the Shondells           | Mony Mony                          |
| 31 augustus  | The Beach Boys                          | Do it again                        |
| 7 september  | The Bee Gees                            | I've gotta get a message to you    |
| 14 september | The Beatles                             | Hey Jude                           |
| 21 september | The Beatles                             | Hey Jude                           |
| 28 september | Mary Hopkin                             | Those were the days                |
| 5 oktober    | Mary Hopkin                             | Those were the days                |
| 12 oktober   | Mary Hopkin                             | Those were the days                |
| 19 oktober   | Mary Hopkin                             | Those were the days                |
| 26 oktober   | Mary Hopkin                             | Those were the days                |
| 2 november   | Mary Hopkin                             | Those were the days                |
| 9 november   | Joe Cocker                              | With a little help from my friends |
| 16 november  | Hugo Montenegro, his Orchestra & Chorus | The good, the bad and the ugly     |
| 23 november  | Hugo Montenegro, his Orchestra & Chorus | The good, the bad and the ugly     |
| 30 november  | Hugo Montenegro, his Orchestra & Chorus | The good, the bad and the ugly     |
| 7 december   | Hugo Montenegro, his Orchestra & Chorus | The good, the bad and the ugly     |
| 14 december  | The Scaffold                            | Lily the Pink                      |
| 21 december  | The Scaffold                            | Lily the Pink                      |
| 28 december  | The Scaffold                            | Lily the Pink                      |

1952 ·
1953 ·
1954 ·
1955 ·
1956 ·
1957 ·
1958 ·
1959 ·
1960 ·
1961 ·
1962 ·
1963 ·
1964 ·
1965 ·
1966 ·
1967 ·
1968 ·
1969 ·
1970 ·
1971 ·
1972 ·
1973 ·
1974 ·
1975 ·
1976 ·
1977 ·
1978 ·
1979 ·
1980 ·
1981 ·
1982 ·
1983 ·
1984 ·
1985 ·
1986 ·
1987 ·
1988 ·
1989 ·
1990 ·
1991 ·
1992 ·
1993 ·
1994 ·
1995 ·
1996 ·
1997 ·
1998 ·
1999 ·
2000 ·
2001 ·
2002 ·
2003 ·
2004 ·
2005 ·
2006 ·
2007 ·
2008 ·
2009 ·
2010 ·
2011 ·
2012 ·
2013 ·
2014 ·
2015 ·
2016 ·
2017 ·
2018 ·
2019 ·
2020 ·
2021
- Nederland (Top 40)
- Duitsland
- Verenigd Koninkrijk
- Verenigde Staten (Hot 100)